# Lluís Barraquer Bordas
Lluís Barraquer i Bordas (Barcelona, 27 de abril de 1923 - Sant Climent de Llobregat, 5 de abril de 2010), fue un neurólogo español, hijo de Lluís Barraquer i Ferré y nieto de Lluís Barraquer Roviralta, ambos neurólogos.

## Biografía
Licenciado en medicina por la Universidad de Barcelona (1947). Trabajo primero en el Instituto Neurológico Municipal, y en 1948 ingresó en el Servicio de Neurología del Hospital de la Santa Cruz y San Pablo, del que fue director entre 1972 y 1978, y donde trabajó hasta su jubilación en 1993. De 1950 a 1967 fue director de la Sección de Neurología del Hospital Clínico y Provincial de Barcelona.
En 1967 fue profesor de neurología de la Universidad de Navarra. Desde 1972 impartió clases en la Universidad Autónoma de Barcelona y desde 1992 enseñó Neuropsicología en la Universidad Ramon Llull. Fue presidente de la Sociedad Catalana de Neurología (1968-73) y de la Sociedad Española de Neurología (1969-1973).
Cruz de Sant Jordi de la Generalitat de Catalunya (2009). Contribuyó al desarrollo de la neuropsicología en Cataluña. Es socio de mérito de la Academia de Ciencias Médicas de Cataluña y Baleares y numerario de la Real Academia de Medicina de Cataluña desde 1988. 
En 2003 fue investido doctor honoris causa por la Universidad Rovira i Virgili.

## Obras
- Patología general del sistema piramidal (1952)
- Fisiología y clínica del sistema límbico (1955)
- Patología general del tono muscular (1957)
- Neurología fundamental (1963)
- Parálisis cerebral infantil (1964) con J. Ponces, J. Corominas, E. Torras y L. A. Nogués
- El dolor. Anatomofisiología clínica y terapéutica farmacológica (1968) con F. Jané y Carrencà
- Fisopatología de la espasticidad (1972)
- Afasia, apraxia, agnosia (1974)
- Neuropsicología (1983) con J. Peña y Casanova
- El sistema nervioso como un todo. La persona y su enfermedad (1995)